# Soldaty
Soldaty (russisk: Солдаты) er en sovjetisk spillefilm fra 1956 af Aleksandr Ivanov.

## Medvirkende
- Vsevolod Safonov som Jurij Kerzjentsev
- Tamara Loginova som Ljusja
- Leonid Kmit som Tjumak
- Innokentij Smoktunovskij som Farber
- Nikolaj Pogodin som Karnaukhov